# 天主教蘭開斯特教區
天主教蘭開斯特教區（拉丁語：Dioecesis Lancastrensis）是英國英格蘭一個羅馬天主教教區。包括坎布里亞郡和里布爾河以北的蘭開夏郡。屬利物浦總教區。
2011年，有107,794名教友，估轄區總人口9%，有99個堂區、146名司鐸、52名終身執事、31名修士、121名修女。現任主教為彌額爾·額我略·坎貝爾。1924年升為教區。